# Alfred Daul
Pour les articles homonymes, voir Daul.
Alfred Daul, né le 6 mai 1893 à Rœschwoog (Bas-Rhin, alors en Alsace-Lorraine) et mort à Schiltigheim le 15 septembre 1973, est un homme politique français. Il siège au Palais-Bourbon, comme député communiste du Bas-Rhin de 1936 à 1940. 

## Origines et engagement politique
Alfred Daul est né au nord de l’Alsace dans une famille de petits paysans. Il travaille comme ajusteur et participe à la Première Guerre mondiale, où il est grièvement blessé. Après le conflit, il rejoint la SFIO et opte pour le communisme, lors du congrès de Tours (1920).
Daul siège pendant plusieurs années au bureau de la région Alsace-Lorraine du PCF et au conseil municipal de Schiltigheim. Il fait, par ailleurs, partie de la Fédération unitaire des cheminots. Il se présente, lors des élections législatives de 1932, dans la circonscription de Strasbourg-Campagne. Il est largement battu par le député sortant, Charles Frey (républicain de gauche).

## Député du Bas-Rhin
Alfred Daul tente de nouveau sa chance, lors des législatives de 1936. Le 3 mai, il l’emporte contre Frey et devient député du Bas-Rhin. Il doit notamment sa victoire à son positionnement autonomiste. Le Front populaire perd en Alsace et l’élu de Strasbourg-Campagne est son unique représentant régional à siéger à l’Assemblée nationale. 
Au parlement, Alfred Daul appartient à la commission des Affaires étrangères et à celle d’Alsace-Lorraine. Il décrit les problèmes économiques et sociaux de sa province d’origine et dénonce le national-socialisme. Le 20 février 1940, il est, comme les autres députés communistes, déchu de son mandat.

## Seconde Guerre mondiale et Libération
Lors du second conflit mondial, l’ancien parlementaire alsacien est plusieurs fois emprisonné pour ses opinions politiques. Début octobre 1939, il est arrêté à Saint-Junien, où il s'était réfugié avec sa famille et vivait paisiblement. Il est ensuite transféré à la prison de la Santé, à Paris, pour rejoindre Cornavin, Berliot, Pillot , Croizat et Renaud Jean.  Pendant l’été 1940, on l’interne au camp du Sablon-Montignac (Dordogne). La Gestapo l’arrête en septembre. Il est alors déporté au camp de concentration de Schirmeck (Bas-Rhin), jusqu’en 1941. En 1944, on l’y interne à nouveau, puis en Allemagne, à Haslach, où se trouvait un camp annexe de Schirmeck.
Le 28 octobre 1944, le Conseil des ministres le relève de sa déchéance. Alfred Daul quitte alors la vie politique et meurt à Schiltigheim en 1973.

## Sources
- « Alfred Daul », dans le Dictionnaire des parlementaires français (1889-1940), sous la direction de Jean Jolly, PUF, 1960 [détail de l’édition]
- Léon Strauss, « Alfred Daul », in Nouveau dictionnaire de biographie alsacienne, vol. 7, p. 586